# Gabriele Missaglia
Gabriele Missaglia, nascido a 24 de julho de 1970 em Inzago, é um ciclista italiano. Foi profissional entre 1995 e 2008, ganhando a HEW Cyclassics em 2000 e uma etapa no Giro d'Italia de 1997.
Ao termo da temporada de 2008, pôs fim a sua carreira como ciclista e se converteu em diretor desportivo da equipa Corratec. Atualmente é diretor desportivo da equipa polaca CCC Polsat Polkowice.

## Palmarés
- 1997
  - 1 etapa do Giro d'Italia
  - 1 etapa da Volta ao País Basco

- 1998
  - Tour de Langkawi

- 1999
  - 1 etapa da Volta à Suíça

- 2000
  - HEW Cyclassics
  - 1 etapa da Volta à Catalunha

- 2007
  - Volta ao Lago Qinghai

## Resultados nas grandes voltas
| Corrida            | 1995 | 1996 | 1997 | 1998 | 1999 | 2000 | 2001 | 2002  | 2003 | 2004 | 2005 | 2006  | 2007 | 2008 |
| ------------------ | ---- | ---- | ---- | ---- | ---- | ---- | ---- | ----- | ---- | ---- | ---- | ----- | ---- | ---- |
| Giro d'Italia      | -    | 57.º | 53.º | 41.º | 16.º | 45.º | 60.º | 72.º. | -    | -    | -    | 106.º | -    | 71.º |
| Tour de France     | -    | -    | -    | -    | -    | -    | -    | -     | -    | -    | -    | -     | -    | -    |
| Volta a Espanha    | -    | -    | -    | -    | Ab.  | -    | -    | -     | -    | -    | -    | -     | -    | -    |
| Mundial em Estrada | -    | -    | -    | -    | -    | -    | -    | -     | -    | -    | -    | -     | -    | -    |

-: não participa

Ab.: abandono